# Johann Jakob Wettstein

### Juventud y estudio
Johann Jakob Wettstein nació en Basilea . Entre sus tutores en teología se encontraba Samuel Werenfels (1657-1740), un influyente anticipador de la exégesis crítica moderna . Cuando todavía era estudiante, Wettstein comenzó a dirigir su atención a la búsqueda especial de su vida, el texto del Nuevo Testamento griego . Un pariente, Johann Wettstein, que era el bibliotecario de la universidad, le dio permiso para examinar y cotejar los principales manuscritos del Nuevo Testamento en la biblioteca, y copió las diversas lecturas que contenían en su copia de la edición de Gerard of Maastricht de el texto griego .
En 1713, en su examen público, defendió una disertación titulada De variis Novi Testamenti lectionibus , y trató de mostrar que la variedad de lecturas no quitaba mérito a la autoridad de la Biblia. Wettstein prestó gran atención también al arameo y al hebreo talmúdico . En la primavera de 1714 emprendió un viaje académico que lo llevó a París e Inglaterra, siendo el gran objeto de su investigación en todas partes examinar manuscritos del Nuevo Testamento. En 1716 conoció a Richard Bentley en la Universidad de Cambridge ; Bentley se interesó mucho en su trabajo y lo convenció de que regresara a París para recopilar cuidadosamente el Codex Ephraemi.Bentley tenía entonces a la vista una edición crítica del Nuevo Testamento.

### Basilea
En julio de 1717, Wettstein volvió a ocupar el cargo de diácono en general ( diaconus communis ) en Basilea, cargo que ocupó durante tres años, después de lo cual se convirtió en colega y sucesor de su padre en la parroquia de St. Leonard. Al mismo tiempo, prosiguió con su estudio favorito y dio conferencias privadas sobre la exégesis del Nuevo Testamento . Fue entonces cuando decidió preparar una edición crítica del Textus Receptus (Nuevo Testamento griego). Mientras tanto, había roto con Bentley, cuyas famosas Propuestas aparecieron en 1720, basadas en cuestiones metodológicas. 
Las dudas sobre la ortodoxia de Wettstein se habían estado arremolinando desde la publicación de su tesis en 1713, y finalmente cayó bajo sospecha de socinianismo cuando no estaba dispuesto a defender la doctrina ortodoxa de la Trinidad.  En 1728, su antiguo amigo y mentor Johann Ludwig Frey acusó a Wettstein de utilizar la crítica textual como un medio para promover la teología sociniana, que fue investigada por un comité del clero en Basilea. La acusación fue confirmada formalmente y finalmente fue destituido, en 1730, de su cargo en St. Leonhard's. 

### Amsterdam
Luego se mudó de Basilea a Amsterdam , donde otro pariente, Johann Heinrich Wettstein (1649-1726), tenía un importante negocio de impresión y publicación. Aquí se publicaban ediciones de los clásicos, así como la edición del Testamento griego de Gerard de Maastricht. Wettstein había comenzado a imprimir una edición del Testamento griego, pero esto se detuvo repentinamente por alguna razón desconocida. Tan pronto como llegó a Amsterdam, en 1730, publicó de forma anónima el Prolegomena ad Novi Testamenti Graeci editionem , que había propuesto que acompañara a su Testamento griego, y que más tarde fue reeditado por él, con adiciones, en 1751. El año siguiente (1731 ) los Remonstrants le ofrecieron la cátedra de filosofía en su colegio deAmsterdam , desocupada por la enfermedad de Jean Leclerc , con la condición de que se despejara de la sospecha de herejía . Regresó a Basilea y recibió una revocación (22 de marzo de 1732) de la decisión anterior y la readmisión en todos sus cargos administrativos. Pero, al convertirse en candidato a la cátedra de hebreo en Basilea, sus oponentes ortodoxos bloquearon su nombramiento y se retiró a Amsterdam.
Finalmente, se le permitió instruir a los estudiantes de Remonstrant en filosofía y hebreo sobre ciertas condiciones humillantes. Durante el resto de su vida continuó como profesor en el Remonstrant College, declinando en 1745 la cátedra griega en Basilea. En 1746 visitó Inglaterra una vez más y recopiló manuscritos siríacos para su gran obra final. Por fin apareció en 1751-1752, en dos volúmenes en folio, bajo el título Novum Testamentum Graecum editionis receptae cum lectionibus variantibus codicummanuscritos, etc. No se atrevió a poner nuevas lecturas en el cuerpo de su página, sino que las consignó en un lugar entre el Textus Receptus y la lista completa de varias lecturas. Debajo de este último dio un comentario, que consistía principalmente en una gran cantidad de valiosas ilustraciones y paralelos extraídos de la literatura clásica y rabínica, que ha formado un almacén para todos los comentaristas posteriores. En sus Prolegómenos hizo un admirable relato metódico de los manuscritos, las versiones y las lecturas de los padres, así como la turbulenta historia de las dificultades con las que tuvo que enfrentarse en la persecución de la obra de su vida. Fue el primero en designar los manuscritos unciales con mayúsculas romanas y los manuscritos en cursiva con letras árabes.cifras. No sobrevivió mucho a la finalización de este trabajo. Murió en Amsterdam.

### Trabajo
Wettstein prestó servicio a la crítica textual mediante su colección de varias lecturas y su metódica descripción de los manuscritos y otras fuentes.
A través de su laborioso estudio del Codex Alexandrinus , creyó encontrar malas interpretaciones o errores calculados del Nuevo Testamento escrito en griego. Fue objeto de críticas especiales por disputar el pasaje de 1 Timoteo 3:16, creyendo que la lectura original era "que fue manifestado en la carne", en lugar de "Dios fue manifestado en la carne".  A través de sus estudios, desarrolló una actitud cada vez más crítica sobre los temas textuales y su relación con los temas doctrinales. Sin embargo, durante los últimos años de su vida, adoptó la posición de que los manuscritos griegos más antiguos existentes habían sido corrompidos por la influencia del latín, lo que le provocó la pérdida de confianza en esas copias antiguas, incluido Alejandrino. Entre 1751 y 1752 sus Prolegómenos ySe publicó Novum Testamentum Graecum . Su texto base era la versión de 1624 del Elzevir Textus Receptus, con cambios menores, con su lectura preferida anotada en el aparato. 
Algunos opositores consideraron que su trabajo era menos valioso debido a su prejuicio contra la versión latina y el principio de agrupar manuscritos en familias que había sido recomendado por Richard Bentley y JA Bengel .
Wettstein da cuenta de sus trabajos y pruebas en su Prueba de noviembre. I. : 1751. Novum Testamentum Græcum editionis receptæ, cum Lectionibus Variantibus Codicum MSS., Editionum aliarum, Versionum et Patrum, necnon Commentario pleniore ex Scriptoribus veteribus, Hebræis, Græcis, et Latinis, historiam et vim verborum illustrante , en dos volúmenes. Ámsterdam: Amstelædami. Reimpreso en 1962 por Graz, Austria: Akademische Druck-u. Verlagsanstalt.

## Obras
- Wettstein, JJ; Wetstein, Rudolph ; Wetstein, Jacobus (1730). prolegomena ad Novi Testamenti graeci editionem exacttissimam, e vetustissimis codd. mss. denuo procurandam. Amstelaedami: apud R. y J. Wetstenios y G. Smith.
- (1751). Novum Testamentum Graecum editionis receptae cum lectionibus variantibus codicum manuscritos . Ámsterdam: Ex officina Dommeriana.
- Bengel, Johann Albrecht ; Ridley, Glocester ; Michaelis, Johann David ; Semler, Joh Salomo (1766). Libelli ad crisin: atque interpretaciónem Novi Testamenti . Halae Magdeburgicae: Ioann. Godofred. Trampe.